# خوسه ماریا استبان
خوسه ماریا استبان (اسپانیایی: José María Esteban‎؛ زادهٔ ۲۷ مهٔ ۱۹۵۴) قایقران کانو اهل اسپانیا بود.